# Scopula flavissima
Scopula flavissima là một loài bướm đêm trong họ Geometridae.